# Nicolas Gilbert
Nicolas Joseph Laurent Gilbert, född 15 december 1750, död 16 november 1780, var en fransk poet.
Gilbert skrev åtskilliga skarpa satirer, företrädesvis mot encyklopedisterna och akademikerna, varför han blivit kallad den "franske ¨Juvenalis", och författade oden, elegier med mera. Hans samlade skaldestycken (Le génie aux prises avec la fortune, Le carnaval des auteurs, satirerna Le XVIII:e siècle och Mon apologie med fler) har ofta blivit utgivna, bland annat av Mastrella 1822 
(ny upplaga 1859) och i urval av Huot (1893). 